# Косирін Олександр Михайлович
Олекса́ндр Миха́йлович Коси́рін (нар. 18 червня 1977 року, Запоріжжя, СРСР) — колишній український футболіст, нападник, виступав за збірну України.
Автор найшвидшого голу в історії Української Прем'єр-ліги (на 9-тій секунді), забитий у 2009 році. Його рекорд побив Роман Яремчук у 2016.

## Біографія
Вихованець ДЮСШ «Торпедо» (Запоріжжя). Перший тренер — В. Н. Зубков. Виступав за запорізькі команди «Віктор» і «Торпедо», «Динамо» (Київ), ФК «Черкаси», «Маккабі» (Тель-Авів, Ізраїль), київські ЦСКА і «Арсенал».
За «Чорноморець» в 2002—2005 роках Косирін провів 86 матчів і забив 44 м'ячі. Був найкращим бомбардиром чемпіонату України з футболу сезону 2004-05. Сім разів захищав кольори національної збірної.
З червня 2008 по 2010 рік знов грав за «Чорноморець» (Одеса).

Після закінчення терміну контракту з «Чорноморцем» у мене було кілька пропозицій, але я прийняв тверде рішення піти зі спорту. З упевненістю можу сказати, що свою подальшу діяльність я з футболом не пов'язую.

Проте у вересні 2010 року Косирін як вільний агент прийшов грати у Дністер (Овідіополь).
Після цього 3 листопада повідомили що Косирін вже почав займатися у загальній групі і може вийти на матч.

## Нагороди і досягнення
- Член Клубу бомбардирів Олега Блохіна — 102 голи
- Медаль «За працю і звитягу» (2006)[5]

## Статистика виступів

### Клубна
| Сезон     | Клуб                           | Ліга         | Чемпіонат | Чемпіонат | Кубок | Кубок | Єврокубки | Єврокубки | Збірна | Збірна |
| Сезон     | Клуб                           | Ліга         | Ігри      | Голи      | Ігри  | Голи  | Ігри      | Голи      | Ігри   | Голи   |
| --------- | ------------------------------ | ------------ | --------- | --------- | ----- | ----- | --------- | --------- | ------ | ------ |
| 1994—1995 | «Віктор» (Запоріжжя)           | Друга ліга   | 17        | 1         | 0     | 0     | 0         | 0         | 0      | 0      |
| 1995—1996 | «Віктор» (Запоріжжя)           | Друга ліга   | 18        | 4         | 0     | 0     | 0         | 0         | 0      | 0      |
| 1995—1996 | «Торпедо» (Запоріжжя)          | Вища ліга    | 9         | 0         | 0     | 0     | 0         | 0         | 0      | 0      |
| 1996—1997 | «Торпедо» (Запоріжжя)          | Вища ліга    | 12        | 0         | 2     | 0     | 0         | 0         | 0      | 0      |
| 1996—1997 | «Динамо-2» (Київ)              | Перша ліга   | 15        | 3         | 0     | 0     | 0         | 0         | 0      | 0      |
| 1997—1998 | «Динамо» (Київ)                | Вища ліга    | 3         | 0         | 1     | 0     | 0         | 0         | 0      | 0      |
| 1997—1998 | «Динамо-2» (Київ)              | Перша ліга   | 33        | 13        | 0     | 0     | 0         | 0         | 0      | 0      |
| 1997—1998 | «Динамо-3» (Київ)              | Друга ліга   | 10        | 3         | 0     | 0     | 0         | 0         | 0      | 0      |
| 1998—1999 | «Динамо-2» (Київ)              | Перша ліга   | 17        | 7         | 0     | 0     | 0         | 0         | 0      | 0      |
| 1998—1999 | «Динамо-3» (Київ)              | Друга ліга   | 1         | 1         | 0     | 0     | 0         | 0         | 0      | 0      |
| 1998—1999 | «Дніпро» (Черкаси)             | Перша ліга   | 19        | 11        | 0     | 0     | 0         | 0         | 0      | 0      |
| 1999—2000 | «Динамо» (Київ)                | Вища ліга    | 2         | 1         | 0     | 0     | 0         | 0         | 0      | 0      |
| 1999—2000 | «Динамо-2» (Київ)              | Перша ліга   | 15        | 5         | 0     | 0     | 0         | 0         | 0      | 0      |
| 1999—2000 | «Динамо-3» (Київ)              | Друга ліга   | 4         | 4         | 0     | 0     | 0         | 0         | 0      | 0      |
| 1999—2000 | «Маккабі» (Тель-Авів)          | Вища ліга    | 17        | 4         | ?     | ?     | 0         | 0         | 0      | 0      |
| 2000—2001 | ЦСКА (Київ)                    | Вища ліга    | 17        | 2         | 3     | 2     | 0         | 0         | 0      | 0      |
| 2000—2001 | ЦСКА-2 (Київ)                  | Перша ліга   | 5         | 6         | 0     | 0     | 0         | 0         | 0      | 0      |
| 2001—2002 | ЦСКА/«Арсенал» (Київ)          | Вища ліга    | 15        | 2         | 2     | 0     | 4         | 1         | 0      | 0      |
| 2001—2002 | ЦСКА-2/ЦСКА (Київ)             | Перша ліга   | 9         | 2         | 0     | 0     | 0         | 0         | 0      | 0      |
| 2002—2003 | «Чорноморець» (Одеса)          | Вища ліга    | 23        | 9         | 1     | 0     | 0         | 0         | 0      | 0      |
| 2003—2004 | «Чорноморець» (Одеса)          | Вища ліга    | 27        | 14        | 6     | 5     | 0         | 0         | 5      | 0      |
| 2004—2005 | «Чорноморець» (Одеса)          | Вища ліга    | 29        | 14        | 2     | 2     | 0         | 0         | 1      | 0      |
| 2005—2006 | «Чорноморець» (Одеса)          | Вища ліга    | 7         | 7         | 0     | 0     | 0         | 0         | 1      | 0      |
| 2005—2006 | «Металург» (Донецьк)           | Вища ліга    | 20        | 6         | 2     | 1     | 2         | 1         | 0      | 0      |
| 2006—2007 | «Металург» (Донецьк)           | Вища ліга    | 15        | 3         | 1     | 0     | 0         | 0         | 0      | 0      |
| 2007—2008 | «Металург» (Донецьк)           | Вища ліга    | 26        | 17        | 5     | 3     | 0         | 0         | 0      | 0      |
| 2008—2009 | «Чорноморець» (Одеса)          | Прем'єр-ліга | 19        | 8         | 1     | 0     | 0         | 0         | 0      | 0      |
| 2009—2010 | «Чорноморець» (Одеса)          | Прем'єр-ліга | 6         | 0         | 0     | 0     | 0         | 0         | 0      | 0      |
| 2010—2011 | «Дністер» (Овідіополь)         | Перша ліга   | 21        | 5         | 0     | 0     | 0         | 0         | 0      | 0      |
| 2011—2012 | «ФК Одеса» (Одеса)             | Перша ліга   | 20        | 10        | 1     | 0     | 0         | 0         | 0      | 0      |
| 2011—2012 | «Говерла-Закарпаття» (Ужгород) | Перша ліга   | 12        | 9         | 0     | 0     | 0         | 0         | 0      | 0      |

### Матчі за збірну
За національну збірну України дебютував 11 жовтня 2003 року у товариському матчі проти збірної Македонії, який завершився з рахунком 0-0, а Косирін зіграв 29 хвилин.
| 01. | 11 жовтня 2003  | Київ     | Північна Македонія | 0—0            | Товариський матч         | 29 хв. |  |  |  |
| 02. | 18 лютого 2004  | Триполі  | Лівія              | 1—1            | Товариський матч         | 75 хв. |  |  |  |
| 03. | 31 березня 2004 | Скоп'є   | Північна Македонія | 0—1            | Товариський матч         | 45 хв. |  |  |  |
| 04. | 28 квітня 2004  | Київ     | Словаччина         | 1—1            | Товариський матч         | 31 хв. |  |  |  |
| 05. | 6 червня 2004   | Сен-Дені | Франція            | 0—1            | Товариський матч         | 21 хв. |  |  |  |
| 06. | 30 березня 2005 | Київ     | Данія              | 1—0            | Кваліфікація ЧС-2006     | 60 хв. |  |  |  |
| 07. | 15 серпня 2005  | Київ     | Ізраїль            | 0—0 3:5 (пен.) | Кубок Лобановського 2005 | 45 хв. |  |  |  |

## Цікавий факт
- Олександр Косирін у 2009 році Олександром Косиріним забив найшвидший гол в історії Української Прем'єр-ліги (на 9-тій секунді), його рекорд побив в 2016 році Роман Яремчук.[1]